# Præsten i Vejlbye
Præsten i Vejlbye er en novelle fra 1829, der er skrevet af Steen Steensen Blicher. Den væsentligste del af plottet bliver fortalt gennem en dagbog. Komposition, fortælleteknik og intrige bindes her sammen til en sammenhængende beretning om en forbrydelse, hvor den egentlige opklaring af sagen sker gennem en anden persons optegnelser, fordi jeg-fortælleren ikke er i stand til selv at opklare sagen.
Handlingen tager udgangspunkt i den virkelige hændelse med henrettelsen for drab af præsten Søren Jensen Qvist fra Vejlby ved Grenaa. Novellen er dog næsten hele vejen igennem helt forskellig fra virkeligheden. De centrale dele af handlingen berettes af herredsfoged Erik Sørensen i dagbogsform, men Blicher lod den endelige opklaring af denne kriminalhistorie finde sted gennem tvende Optegnelser af Præsten i Ålsø. Blicher brugte selv betegnelsen Criminalhistorie i tekstbladet til novellen. I 1829 blev novellen trykt for første gang i Blichers eget tidsskrift ”Nordlyset”, som han udgav i samarbejde med bogtrykker J. M. Elmenhoff. Senere er den genoptrykt i Arkiv for dansk litteratur.
Novellen er blevet omsat til film i henholdsvis 1922, 1931 (Danmarks første tonefilm) og 1972. Derudover betragtes den som værende verdens første krimi. Den er en af de Blicher-noveller, som ofte betegnes som de "fire store". De tre andre er Brudstykker af en Landsbydegns Dagbog, Sildig Opvaagnen og Hosekræmmeren. I 2006 kom Præsten i Vejlbye med på Kulturministeriets Kulturkanon blandt i alt 12 litterære værker.

## Komposition
Novellen er opbygget som en egentlig krimi, selv om den er skrevet længe før denne genres regler blev fastlagt og også nogle år tidligere end Edgar Allan Poe skrev sine første kriminalhistorier. Kompositionen omfatter en forbrydelse, en opklaringsfase, nogle tvetydige spor, en domfældelse og en overraskende pointe. Ved at anvende dagbogsformen med en registrerende fortæller i centrum, får fremstillingen en karakter af pålidelighed, idet fortælleren forventes at fremstille det forløb, han eller hun virkelig har iagttaget. Læseren må derimod være indstillet på, at dagbøger ikke altid er helt troværdige på grund af skribentens begrænsede indsigt eller langsomme opfattelsesevne. Det er imidlertid normalt ikke ”tilladt” direkte at lyve om faktiske hændelser i en dagbog, fordi læseren vil føle sig bedraget, ikke blot af fortælleren, men også af forfatteren. Derimod må læseren acceptere, at selvbedrag kan forekomme.
Fra Erik Sørensens hånd er der i alt 30 særskilte dagbogsoptegnelser, som i starten udgør et mønster. Hver anden drejer sig om Erik Sørensens privatliv og hver anden om hans embede som herredsfoged. Denne symmetri brydes i løbet af fortællingen og fra den tolvte optegnelse, som omhandler forlovelsen mellem Erik Sørensen og præstedatteren Mette, er det selve sagen mod Søren Qvist, der udgør det egentlige tema i dagbogen, mens de mere personlige emner flettes ind som kommentarer, der fortrinsvis handler om Erik Sørensens dilemma. Pålideligheden i disse kan i nogen grad kontrolleres gennem læsning af de to, korte beretninger fra Aalsøpræsten, der endeligt belyser sagen. Skønlitterære tekster, som bygger på kilder, der foregiver at være ægte dokumenter, var i Blichers samtid ny og enestående. Senere er disse dokumentfiktioner blevet omtalt som en hjørnesten i forfatterskabet. Blichers konklusion (gennem Aalsøpræsten) er trods det dokumentariske præg på ingen måde historisk korrekt.

## Historisk baggrund
Historien i Præsten i Vejlbye blev inspireret af straffesagen mod præsten Søren Jensen Quist, der foregik ved tinget for Djurs Sønder Herred, Viborg Landsting og Kongens Retterting 1625-26. Sagen omhandlede en husmand og kusk, der havde arbejdet for Quist og som var forsvundet i 1607. Søndag den 27. september 1607 havde præsten hyret husmand Jesper Nielsen Hougaard fra Revn til at køre sin kone Elle Clemensdatter til marked i Grenaa. Da hun ikke ville give et krus øl, blev kusken sur og forlod hende. Konen kunne ikke selv køre og måtte gå hjem trækkende hesten med vognen efterspændt. Hun var ydmyget og rasende, så stemningen var ekstremt dårlig. Ifølge præsten og hans familie så de aldrig kusken igen. Men mindst 4 vidner havde set ham gå på landevejen fra åbroen syd for Grenaa og frem til nogle få km før Vejlby. Præstegårdens karl Peder Hansen Vorm gik i 18 år rundt og fortalte, at han havde set kusken gå ind i præstegården. Gårdens anden karl Jep Rasmussen Skade gik rundt i 18 år og fortalte, at han overværede et skænderi mellem kusken og præsten. Ifølge karlen endte det med, at præsten dræbte kusken ved i hidsighed at smadre en stor tinkande ned i hovedet på ham. I 1622 blev der blevet fundet et menneskelig nedgravet ved præstegården på det sted, hvor den ene karl sagde, at han havde været med til at begrave kusken. Da to bønder i 1625 anmeldte drabet, fængsledes præsten og hans bror Rasmus på Kalø Slot. Quist blev fundet skyldig og blev henrettet ved halshugning den 20. juli 1626. Senere på henrettelsesdagen fandt man på en tingstok skrevet hævntruslen: ”Det uskyldige Blod vi betaler”. Folk gik ud fra, at det var skrevet af præstens søn Peder Sørensen Quist. I årene 1633-35 forsøgte Peder at få renset sin far ved at rejse en stribe sager mod nøglepersoner fra drabssagen. Det ramte især de to hovedvidner, som under tortur nu vidnede, at de oprindelig havde vidnet falsk mod præsten. De blev begge henrettet for mened i 1634, idet de måtte havde løjet enten oprindelig eller sidst.

### Autenticitet
I 1982 udgav snedker Robert Nielsen en bog, hvor han på baggrund af retslige dokumenter og andre kilder konkluderede, at Søren Jensen Quist havde dræbt Jesper Hovgaard, fordi denne havde et forhold til præstefruen. Nielsen sluttede dette af en bemærkning fra fhv. delefoged Jens Mikkelsen på Djurs Sønder Herreds ting 17. september 1633. Hovedvidnet Jep Rasmussen Skade blev da efterlyst og Jens Mikkelsen sagde, at Jep ville blive vanskelig at fange - han havde tidligere narret ham. I tingbogen blev efter dette protokolleret: ”Saa gik Jens Mikkelsen af Tinget og kom siden ind igen og sagde: Han tog hannem nøgen af sin Seng.” Jens Mikkelsen gav faktisk her blot et tip til, hvordan man kunne fange vidnet, som han før havde haft held til at ”lure” ved at møde op om natten og tage ”hannem nögen af sin Seng”, som politiet også gør i vore dage. Så det var ikke nogen horkarl i præstegården, der blev taget i sengen. Læsefejlen hænger utvivlsomt sammen med vanskeligheder med at læse den gamle skrift.
I 2016 tog advokat Mogens Møller tråden op i en bog, hvor han gennemgår de overleverede dokumenter minutiøst. Han påpeger, at selv om kuskens forsvinden fandt sted i 1607, var det først i 1625, at sagen blev realitetsbehandlet ved retten. Præsten ville ikke som ellers efterlyse kusken fra prædikestolen og de adelige lensmænd på Kalø ville ikke efterforske sagen. Da præsten og hans bror sad fængslet på Kalø og præsten førtes til forhør, råbte broderen ifølge en vagt til ham ”Broder! Tager nu Vare, hvad Eders Mund siger, at jeg ikke kommer efter og beretter noget andet”. Da sagen kom for landstinget 19. november 1625 sagde Kaløs delefoged Jens Mikkelsen, at det af forhøret ved herredstinget 7. juni 1608 fremgik, at præsten ”da paa ferske Fod for samme Drab havde været mistænkt og beskyldt, endog det ikke paa den Tid var bleven forfulgt, som det jo havde burdet”. Herredsfogeden for Djurs Sønder Herred, Niels Sørensen i Østerballe, vidnede 15. juli 1634 ”at han nogen Gange hörde paa Callöe Slot, efter at Hr. Sören var anklaget for Jesper Hovgaards Bane, at salig Hr. Jörgen Skeel sagde, at han gerne havde set, at han kunde være den Sag forbi, og sagde det til Jens Mikkelsen, at han intet skulde före ham derudi, om der var nogen Tvivl; da hörte han, at Jens Mikkelsen altid styrkede hannem derudi og sagde, at han turde ingen Tvivl have paa, at det var jo Sanden, at Præsten havde Jesper Hovgaard omkommet”. Præstens faster og nevø slægtninge vidnede, at de efter markedet, hvor kusken forsvandt, var på besøg i præstegården, hvor de overnattede uden at bemærke noget. Deres vidneudsagn faldt uheldigt ud, da de meget snedigt blev spurgt om, i hvilke rum de havde sovet og forklarede modstridende. Hovedvidnet. Præstefamilien tilbød bestikkelse for at fordreje sagen til i hvert tilfælde vidnet Jep Ibsen (også kaldet Jep Jespersen), kronvidnet Jep Rasmussen Skade og delefogeden samt en af de 8 sandemænd (lægdommere). Jep Rasmussen Skade vidnede 22. oktober 1625, at ”förste Gang han var paa Kallöe, loved Præstens Kvinde Elle Clemetzdatter hannem en Klædning, før han blev fört til Slottet, for han skulde tie stille.” Og delefoged Jens Mikkelsens døtre forklarede, at ”den Tid Sandemændene skulde sværge om Jesper Hovgaards Bane, saa de og hørte udenfor Jens Mikkelsens Port, at Elle Clemensdatter, Hr. Sørens Efterleverske i Vejlby, bød hannem en hel Hob Penge, for han skulde enten sværge Jep Skade eller Rasmus Kæltring i Albøge Manddød over. Da svarede Jens Mikkelsen og svor om Gud, turde han ikke; dersom hans Husbond (Lensmanden) det spurgte, turde han lade hannem hænge.” Jep Rasmussen Skade, bevidnede, at han havde set præsten dræbe Hovgaard, men præstefamilien kæmpede for at få ham frikendt. Jep vidnede, at præsten 14 dage efter drabet gav tinkanden til sin søster Sidsel, da han ikke kunne tåle synet af den. Rettertinget protokollerede, at præsten nægtede, at hans søster Sidsel, så vidt han vidste, havde fået nogen tinkande. En dommer spurgte da: ”Om det kan befindes, at Sidsel haver faaet nogen Tinkande af Hr. Sören, om han da vilde kende sig skyldig i denne Sag.” Præsten besvarede spørgsmålet med noget nær en tilståelse refereret med: ”Svarede sig ikke at vide”. Altså at han ikke vidste, om han ville erklære sig skyldig, hvis det måtte blive bevist, at søsteren havde fået tinkanden. Rigsråd Iver Juel udtalte som dommer om præsten, at ”han döller hans Sandhed” – han skjuler sandheden. Under en appelsag, hvor hans søn søgte oprejsning for sin faders "navn og ære" sagde hovedvidnerne (denne gang under tortur), at deres oprindelige forklaringer havde været falske. Landsdommerne troede ikke på den nye forklaring og udtalte, at kronvidnets oprindelige forklaring "stod urygget", så præsten og hans familie fik aldrig oprejsning Men præstens familie fortsatte med at fremstille sagen, som om han var uskyldig. Mindst 17 præster har i årenes løb  offentligt fremstillet sagen som justitsmord uden hensyn til retsprotokollernes kendsgerninger. En af disse var digterpræsten Steen Steensen Blicher, som i 1829 fik udgivet novellen ”Præsten i Vejlbye. En Criminalhistorie (Af Herredsfoged Erik Sørensens Dagbog, tilligemed tvende Optegnelser af Præsten i Aalsøe)”. Blicher skrev selv i en note inde i novellen, at ”det Væsentligste af Historien --- desværre! er alt for sand.” Men reelt beskriver novellen ikke den historiske virkelighed.

## Handling
I indledningen til dagbogen fremgår det, at Erik Sørensen er meget stolt af udnævnelsen til herredsfoged og han påkalder sig Guds hjælp til at udføre hvervet, som også indebærer at rejse anklager mod mistænkte for forbrydelser. Herefter udtrykker han sin opfattelse af to af de personer, som er helt centrale for den videre handling:
"Den Morten Bruus er mig ret en modbydelig Person - jeg veed neppe selv hvorfor; men naar jeg seer ham, rinder mig Noget, ligesom en slem Drøm, isinde; men saa dunkelt og utydeligt, at jeg ikke engang kan sige, om jeg nogensinde haver drømt om ham."
"I dag var jeg i Besøg hos Præsten i Vejlbye. Det er vist en gudfrygtig og brav Mand; men myndig og opfarende: han taaler ingen Modsigelse; og knap tillige paa Skillingen, det er han."
Morten Bruus er en storbonde, som ifølge oplysninger, herredsfogedens har erfaret fra landsbysladderen, har friet til præstens datter Jomfru Mette. Besøget hos præsten skyldes, at Erik Sørensen selv er forelsket i præstedatteren. Det kan muligvis diskuteres, om der er tale om romantisk kærlighed, selv om han senere udtaler sig i romantiske vendinger. For en egenskab, han sætter højt er:
"Hun har siden hendes salig Moders Død med megen Forstand og Sparsommelighed bestyret Huset. Og da der ikke ere flere Børn, end hende og Studenten, kan hun vente en god Skilling, naar den Gamle engang falder af.
Under alle omstændigheder føler han sig lykkelig, da han erfarer, at Jomfru Mette har nægtet at gifte sig med Morten Bruus. Ved et nyt besøg i præstegården opdager Erik Sørensen med bekymring, at præsten har ansat Niels Bruus, Mortens bror og ifølge dagbogen "en upålidelig karl." Hans bekymring for, at denne ansættelse kan føre til problemer for præsten, forsvinder dog (i alt fald midlertidigt, da det lykkes ham at få præstens tilladelse til at blive forlovet med hende, ligesom hun selv er villig til at indgå denne forlovelse).
"Den Dag igaar har været den allerglædeligste i mit Liv; da stod mit Jagilde i Vejlbye Præstegaard. Min tilkommende Svigerfader talte over de Ord: "Jeg har givet min Pige i din Barm." 1ste Mos. Bog 16,5. Han lagde det ret bevægeligt ud, hvorlunde han nu vilde overdrage mig sin kjereste Skat her paa Jorden, og at jeg for alle Ting maatte være god imod hende (Det vil jeg, saa sandt hjælpe mig Gud!)".
Kort efter begynder tingene dog at gå skævt for herredsfogeden. Niels Bruus har haft et skænderi med præsten, som endte med, at præsten stak sin karl en lussing og slog ham en gang med en spade. Kort efter forsvinder Niels sporløst, ifølge forlydender i landsbyen efter endnu et "skænderi med præsten." Samtidig med, at han forbereder sig på brylluppet og køber en guldring til sin forlovede, spekulerer han over karlens forsvindingsnummer og præstens tiltagende dårlige humør." Blot tre uger før brylluppet skal stå, tager sagen en fatal drejning, da Morten Bruus sammen med flere vidner, officielt anklager præsten for at have slået Niels ihjel." Nu må han udføre sin embedspligt og nødtvunget efterforske, om hans kommende svigerfar virkelig har dræbt sin karl. Det værste vidnesbyrd kommer fra en kvinde, der har hørt præsten sige til karlen:
"Jeg skal slaae dig din Hund, Du skal ligge død for mine Fødder!"
Konfronteret med vidnesbyrdene, gentager præsten sin forklaring om, at han har slået Niels med spaden under skænderiet. Han fastholder samtidig, at slaget ikke dræbte karlen, som selv løb bort. Vidnerne siger hertil, at de ikke har set karlen løbe bort, men Erik Sørensen finder i øvrigt ikke, at deres udsagn er afvigende fra præstens, så han meddeler Morten Bruus, at der ikke er beviser, som kan bære en tiltale mod "en gudfrygtig mand."
Herredsfogeden svinger herefter mellem at håbe på, at han kan bevise præstens uskyld og at blive grebet af frygt for, at han er nødt til at dømme præsten, blandt andet fordi et vidne har set ham i haven sent på aftenen blot iført sin karakteristiske nathue og nattøj. En stor del af handlingen er herefter koncentreret om, hvorledes Erik Sørensen forsøger at løse sit dilemma.
Morten Bruus lader ham ikke få ro:
"Vi har jo Lov og Ret i Landet; og en Morder kan ikke undgaae sin Straf, om han saa havde Stiftamtmanden til Svigersøn."
Morten Bruus' indblanding i opklaringen, de fremlagte indicier og den slet skjulte anklage om partiskhed, tvinger nu herredsfogeden til at rejse sagen mod præsten. Hans dilemma bliver understreget af hans løbende vurdering af de to modstandere. Han finder Morten Bruus direkte frastødende, men ser også nogle negative egenskaber hos præsten, blandt andet præstens opfarende karakter. Under det retslige forhør fremtvinger Morten Bruus, at der graves efter liget på det sted, hvor vidner har set præsten den fatale aften. Han udpeger først et sted, hvor der er tegn på gravearbejde, men da der ikke findes noget her, bliver Erik Sørensen grebet af lettelse.. Netop som han triumferende erklærer, at jorden er hård, spørger Morten Bruus vidnet Jens Larsen, hvor han har set præsten grave. Vidnet udpeger et sted bagest i haven, og her finder man et lig i begyndende forrådnelse. Det er ikke til at genkende i den henfaldne tilstand, men det har ifølge broderen Niels' tøj på. Præsten bedyrer sin uskyld idet han påberåber sig Gud som vidne på, at han ikke har begravet liget. Han tilføjer, henvendt til Erik Sørensen:
"Trøst min Datter! og tænk paa, at det er eders Fæstemøe!", hvortil Sørensen bemærker: "Neppe havde han sagt dette, før jeg hørte et Skrig og et Fald bag ved mig - det var min Kjereste; hun laae der daanet paa Jorden - Gud give, vi havde ligget Begge saaledes, og aldrig opvaagnet meer!"
Denne episode henleder herredsfogedens opmærksomhed bort fra undersøgelsen af liget, og han når blot at konstatere, at der er et frygteligt sår i hovedet.
Herefter er det herredsfogedens opgave at pådømme sagen, og i retten gentager vidnerne deres påstande, uden at Erik Sørensen, der nu fortryder at han af hovmod har søgt embedet, finder noget, der taler til præstens forsvar.
Herredsfogeden forsøger flere udveje af dilemmaet, men føler sig tvunget af omstændighederne til sidst nødt til gennemføre retssagen.
"Gud give, jeg aldrig havde opnaaet den bedrøvelige Post, jeg Daare saa ivrigt eftertragtede! Det er en tung Bestilling den, at være Dommer - gid jeg kunde bytte med en af Stokkemændene! - Da denne Ordets Tjener fremstilledes for mig paa Thinget, lænket fra Haand til Fod: da tænkte jeg paa vor Herre, som han stædes for Pilati Domstoel.", er hans opgivende kommentar til den forestående retssag.
Ud over de oprindelige vidneudsagn melder der sig nu yderligere to vidner, som fortæller, at de har set en person iført præstens grønne slåbrok komme gående ad stien fra skoven med en sæk på ryggen. Erik Sørensen tænker, at dette strider mod de hidtidige beviser om, at præsten havde begravet liget i haven. Hans opmærksomhed bliver imidlertid afledt fra betydningen heraf, fordi præsten nu uddyber sine tidligere vidneudsagn. Da præsten bliver konfronteret med vidnerne erkender han, at han er søvngænger og muligvis har nedgravet liget i søvne. Den stærkt religiøse præst tilføjer, at hvis han ubevidst har gjort således, må det være Guds straf for tidligere synder, som har fået ham til at begå forbrydelsen. Morten Bruus kræver nu, at der benyttes "redskaber", men Erik Sørensen afviser dette med udbruddet: "Det forbyde Gud".
Herredsfogeden er igen i et uløseligt dilemma, som forstærkes da hans forlovede indtrængende beder ham om at redde sin fars liv. Som en sidste bøn minder hun ham om, at han har lovet præsten at tage hende til sin barm. I stedet, siger hun, "gennemborer I min barm". Som en sidste udvej tilbyder Erik Sørensen nu at hjælpe præsten til at flygte fra arresten, men det ønsker præsten ikke.
Herredsfogeden må nu gøre sin pligt og gennemføre den endelige sagsfremstilling, hvor præsten på baggrund af vidneudsagnene mod ham - og hans delvise tilståelse - idømmes dødsstraf. Herredsfogeden ser ikke anden udvej, idet der må bødes "liv for liv". Denne vurdering må være moralsk; for på denne tid var tyende underlagt herskabets revselsesret, så der har været en juridisk mulighed for i alt fald at idømme en mild straf for forseelsen.
Præsten bliver herefter dømt til døden, og herredsfogeden bliver opsøgt af sin forlovede. Han er sengeliggende, uden at det oplyses, hvilken sygdom han lider af. De sidste ord, han skriver i sin dagbog, er følgende:
"Farvel, min Hjerteven!" sagde hun jo: "jeg forlader Eder uden Nag; thi I gjorde kun eders strænge Pligt; men nu farvel! for vi sees aldrig meer." - Hun gjorde Fredens Tegn over mig - Gud skjænke mig dog snart den evige Fred!"
Sagens videre forløb belyses af to korte optegnelser fra præsten i Aalsø. Den første, nedskrevet kort efter præstens henrettelse omhandler især præstens sidste dage før han fandt sin endelige trøst og gjorde bod. Det fremgår, at herredsfogeden er så alvorligt syg, at han næppe kan overleve, mens præstens datter er i Aalsøpræstens varetægt.
Den anden optegnelse, som er nedskrevet 21 år senere, er skrevet af Aalsøpræsten, kort efter at denne havde truffet Niels, som ikke var død af slaget. Han forklarede nu, at han sammen med sin bror havde planlagt at opgrave et nylig begravet lig af en selvmorder. Det var nødvendigt for planens gennemførelse, at vidner ville se præsten grave liget ned, og til det formål stjal Morten Bruus præstens nattøj i ly af natten, således at vidnerne kunne forveksle Bruus med Qvist. De iklædte liget Niels' tøj og begravede det i et hjørne af præstens have. Herefter skulle Niels, udstyret med en sum penge, flygte ud af landet, hvorefter broderen ville anklage præsten for drab. Motivet var Mortens had til præsten, fordi denne havde afslået hans frieri til datteren.
Planen lykkedes altså i første omgang, men efter mange års forløb valgte Niels at vende hjem til sit fødeland, således at sandheden om "drabet" blev afsløret.

## Analyser og kritik

### Fortælleteknik
Blicher bruger en jeg-fortæller, og det bliver langsomt afsløret, at han mangler afgørende informationer på vigtige tidspunkter i forløbet. Han fremstår derfor – i alt fald delvis – utroværdig. Teknikken har Blicher benyttet i tidligere noveller, bl.a. "Brudstykker af en Landsbydegns Dagbog" og "Sildig Opvaagnen". Herved overlades mere til læserens fantasi end vanligt på Blichers tid. Ifølge Søren Baggesens Blicher-afhandling er Præsten i Vejlbye – og flere af Blichers andre noveller – anerkendt som en forløber, eller ligefrem en del af Det Moderne Gennembrud. Der opstår flere dramatiske højdepunkter, når Erik Sørensen på grund af sine følelser, fortrænger betydningen af vigtige informationer. Fortælleren fremstiller sagen på baggrund af sin egen ulykkelige tilstand, og hvis læseren identificerer sig med denne, vil hun nok være tilbøjelig til at overse herredsfogedens selvbedrag. Da præsten erkender, at han har slået Niels med en spade under deres skænderi, men nægter at have dræbt ham, vælger herredsfogeden at opfatte drabet som en affekthandling, som er djævelens værk. I Søren Baggesens disputats, der er det hidtil mest omfattende videnskabelige værk om Blicher, omtales genren som "realistiske skæbnefortællinger". Dette uddyber han med, at personerne vikles ind i uundgåelige situationer, hvor ”Skæbnen er mønstret i det, vi mennesker kalder tilfældighed.”
Blichers værker er derfor udtryk for en tragisk realisme. De noveller, som bliver betragtet som Blichers bedste, handler om menneskelig ulykke, der er uden for den enkeltes kontrol. Baggesen påpeger også, som noget nyt i Blicher–fortolkningen, at mange af novellerne indeholder en fortælleposition, hvor den, der beretter begivenhederne, enten misforstår, fortrænger eller fortier væsentlige dele af begivenhedsforløbet, hvilket netop karakteriserer både Erik Sørensen og – gennem dennes skildring – præsten. Virkningen er ifølge Baggesen:
"'Men ved at lade denne mand være totalt uforstående over for forløbets egentlige betydning opnår forfatteren at tvinge læserens interesse delvis bort fra personerne og over på begivenhederne selv." I løbet af fortællingen opstår der derfor et særligt spændingsfelt, hvor læseren får mulighed for at undersøge tegn på, at fortælleren efterhånden erkender sin rolle. Den Blicherske novelle har således flere fortællelag; at læse den er, som at "skrælle et løg".
I løbet af fortællingen opstår der et særligt spændingsfelt, hvor læseren får mulighed for at undersøge tegn på, at fortælleren efterhånden erkender sin rolle. Han opdager imidlertid ikke selv, at han er direkte medvirkende til et justitsmord, fordi han ikke blot er juridisk, men også menneskeligt uerfaren. I Præsten i Vejlbye kommer sandheden først til udtryk i efterskriftet, og det er usandsynligt, at herredsfogeden selv har indset sin fejltagelse. Både han selv, præsten og hans forlovedes tolkning af begivenhederne er styret af en Gudsfrygt og skæbnetro, som forhindrer dem i at se, "at det er menneskelig nederdrægtighed, der fra det skjulte har styret hele forløbet". Et af de skjulte spor, som herredsfogeden overser, ligger gemt i to af vidneudsagnene. To kvinder fortæller, at de om dagen har hørt præsten og karlen i et skænderi, men at de ikke kunne se noget, kun høre skænderiet, da "diget var for højt og hækken for tæt!" Vidnet Jens Larsen hævder i forbindelse med Morten Bruus' arrangerede graven i præstegårdshaven, at han har set præsten i haven sent på aftenen. Den klare uoverensstemmelse mellem vidneudsagnene efterforsker Erik Sørensen ikke. Hans opmærksomhed henledes også fra sagen i flere afgørende situationer, fordi han koncentrerer sig om at bekymre sig om præstens eller sin forlovedes sindstilstand. Et godt eksempel er, da hans forlovede besvimer under opgravningen af liget. Ligeledes fastholder præsten både før og efter sin tilståelse, at Niels Bruus var "løbet af plads" uden at der sættes en undersøgelse i gang af, hvornår han i givet fald var vendt tilbage.

### Kritik
Blicher mente selv, at hans værker var underkendte og misforståede af "det litterære establishment". Kritikeren J.N. Madvig karakteriserede de fortællinger, der beskæftiger sig med mindre idylliske temaer, for at være af relativt ringe kvalitet, og han var ikke begejstret for Præsten i Vejlbye, men han var positiv stemt overfor de noveller, der var idylliske egnsfortællinger – en stilart, som senere blev betegnet som Biedermeier-traditionen. Madvig fremhævede også det jyske lune, der præger disse fortællinger. Derfor er det omstridt, hvorvidt samtidens anmeldere generelt var hårde i deres bedømmelse af Blicher som "det dårlige selskab". Under alle omstændigheder var han populær blandt læserne, og 1. oplag af førsteudgaven af hans samlede værker fra 1832 blev hurtigt udsolgt.
I en længere periode efter Blichers død blev hovedvægten hos kritikerne lagt på de biografiske træk i Blichers forfatterskab. I 1904 udkom Jeppe Aakjærs trebindsværk med mere end 1.000 sider om Blicher, hvilket markerede en ændring i tolkningen af Blicher. Aakjær gendrev den biedermeierske læsning af Blicher og fremhævede Blichers evne til at beskrive tragiske menneskeskæbner, med reference til Blichers eget tragiske livsforløb. Hans Brix anskuede derimod de dystre træk ved noveller som Præsten i Vejlbye som udtryk for Blichers indsigt i den menneskelige natur og seksualitet. Efter 1920, hvor Sigmund Freuds Det ubevidste blev oversat til dansk, fremhævede anmelderne i stigende grad det psykologiske element i novellerne.
Perioden efter første verdenskrig betegnede krimiens anerkendelse som selvstændig genre. Hovedtemaet er, at en forbrydelse begås (ofte efter en optakt med "ondskab" i luften), hvorefter en detektiv, ofte en begavet amatør, foretager en efterforskning, fordi politiet er ude af stand til at opklare sagen. Først nogle år senere blev ideen om, "liget der forsvandt", som er afgørende i Præsten i Vejlbye, et tema i krimien. Et eksempel herpå er The Corpse Vanishes fra 1942. Dette er et eksempel på, at Blicher med Præsten i Vejlbye var en foregangsmand indenfor en genre, som først udfoldede sig som anerkendt litterær genre i 1900-tallet. Dette bekræftes af en anerkendt krimikritikers fastlæggelse af genren.
Blichers værker er udtryk for en tragisk realisme. I "Præsten fra Vejlbye" er det tragiske, at alle uskyldige hovedpersoner misforstår den manipulation, Bruus-familien udøver. Realismen er, at retfærdigheden ikke altid er afslutningen på et drama. Dette grundmotiv, som findes i flere af Blichers noveller, er blevet betegnet som psykisk tvang. Den psykiske tvang i den blicherske novelle betegnes her som en skæbneopfattelse, der "…viser det enkelte menneskes skæbne som et begivenhedsforløb, der er immanent determineret af den virkelighed, som er menneskenes, af deres karakter og af de situationer, som skabes af de mellemmenneskelige relationer;".

## Kanonisering
I 2006 blev Præsten i Vejlbye et af de tolv litterære værker, som er en del af kulturkanonen, som blev lanceret af den daværende kulturminister Brian Mikkelsen. Komiteen som udvalgte Præsten i Vejlbye bestod af professor Finn Hauberg Mortensen (formand), professor Erik A. Nielsen, forfatter Mette Winge, forfatter Claes Kastholm Hansen, forfatter Jens Christian Grøndahl, og de begrundede deres valg med at:
"Fortællingen, som er et meget tidligt eksempel på en dansk kriminalfortælling, er virtuost komponeret og den frygtelige pointe dygtigt skjult, fordi den troskyldige dagbogsskriver ikke har haft panisk fantasi nok til at forestille sig det anslag, han og de andre er genstand for. Stilen lyser af elegisk smerte og uhyggeligt fortættet drama, og fortællingen er svær at ryste af sig."”:
Begrundelsen er ledsaget af et citat: ”Blicher er ikke bare den første af den danske litteraturs store fortællere, han er en af de få tragiske digtere, den danske litteratur overhovedet har”.

## Filmatiseringer
Novellen er i tidens løb blevet filmatiseret tre gange:
- Præsten i Vejlby (film fra 1922) – stumfilm af August Blom. Regnes som mest tro mod originalversionen.
- Præsten i Vejlby (film fra 1931) – af George Schnéevoigt. Regnes som Danmarks første tonefilm.
- Præsten i Vejlby (film fra 1972) – af Claus Ørsted.